# Mostek (okres Trutnov)
Obec Mostek (německy Mastig) se nachází v okrese Trutnov, kraj Královéhradecký a regionu Královédvorsko. Žije zde přibližně 1 200 obyvatel. Mostkem protéká Borecký potok.

## Historie
První písemná zmínka o obci pochází z roku 1545. Do roku 1848 byla součástí panství Hostinné-Nové Zámky. Roku 1858 byla do Mostku zavedena železnice na trati Pardubice – Liberec. Od konce 19. stol. se zde začal rozvíjet textilní průmysl. Do druhé světové války v obci žilo převážně německy mluvící obyvatelstvo, během let 1938-1945 byl Mostek jakožto součást Sudet připojen k Německé říši. Po válce byla naprostá většina Němců odsunuta.
V Mostku se narodil horolezec Josef Rakoncaj. Zpěvačka Naďa Urbánková v Mostku chodila do devítileté, později osmileté střední školy v letech 1950–1953. Bydlela přitom v sousední obci Borovnička.

## Části obce
- Mostek (katastrální území Mostek, 5,94 km2, nadm. výška 419-548 m)
- Debrné (katastrální území Debrné u Mostku, 2,52 km2, nadm. výška 330-500 m)
- Souvrať (katastrální území Souvrať, 4,84 km2, nadm. výška 314-500 m)
- Zadní Mostek (katastrální území Mostek, 5,94 km2, nadm. výška 419-548 m)

## Pamětihodnosti
- Kostel svaté Anny

## Osobnosti
- Vinzenz Hampel (1880-1955), pedagog a skladatel
- Josef Rakoncaj (1951), český horolezec